# Heidehaaroogkever
De heidehaaroogkever (Dicheirotrichus cognatus) is een keversoort uit de familie van de loopkevers (Carabidae). De wetenschappelijke naam van de soort werd in 1827 gepubliceerd door Leonard Gyllenhaal. Het ondergeslacht Trichocellus waarin deze soort wordt geplaatst, wordt door sommige auteurs opgewaardeerd tot een zelfstandig geslacht.